# La Bosse (Sarthe)
La Bosse é uma comuna francesa na região administrativa do País do Loire, no departamento de Sarthe. Estende-se por uma área de 10.85 km². Em 2010 a comuna tinha 141 habitantes (densidade: 13 hab./km²).